# Geranium caespitosum
Geranium caespitosum es una hierba perennifolia nativa del oeste de Estados Unidos y norte de México. Su distribución en EE. UU. incluye Arizona, Colorado, Nevada, Nuevo México, Tejas, Utah y Wyoming.

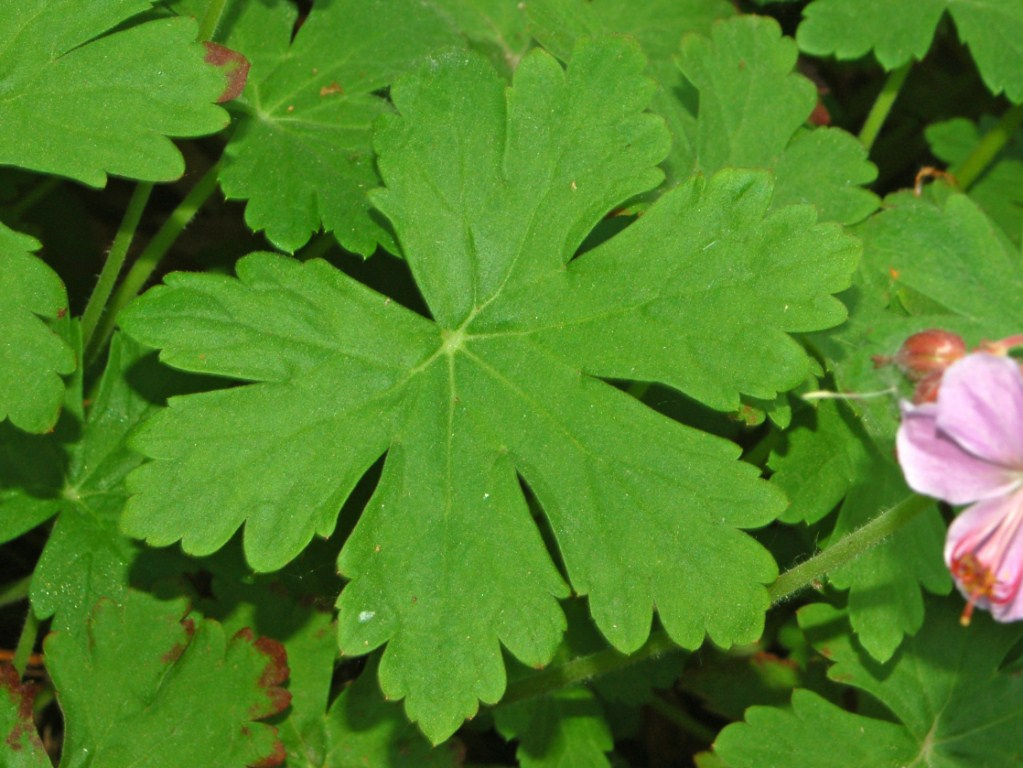
Detalle de la hoja

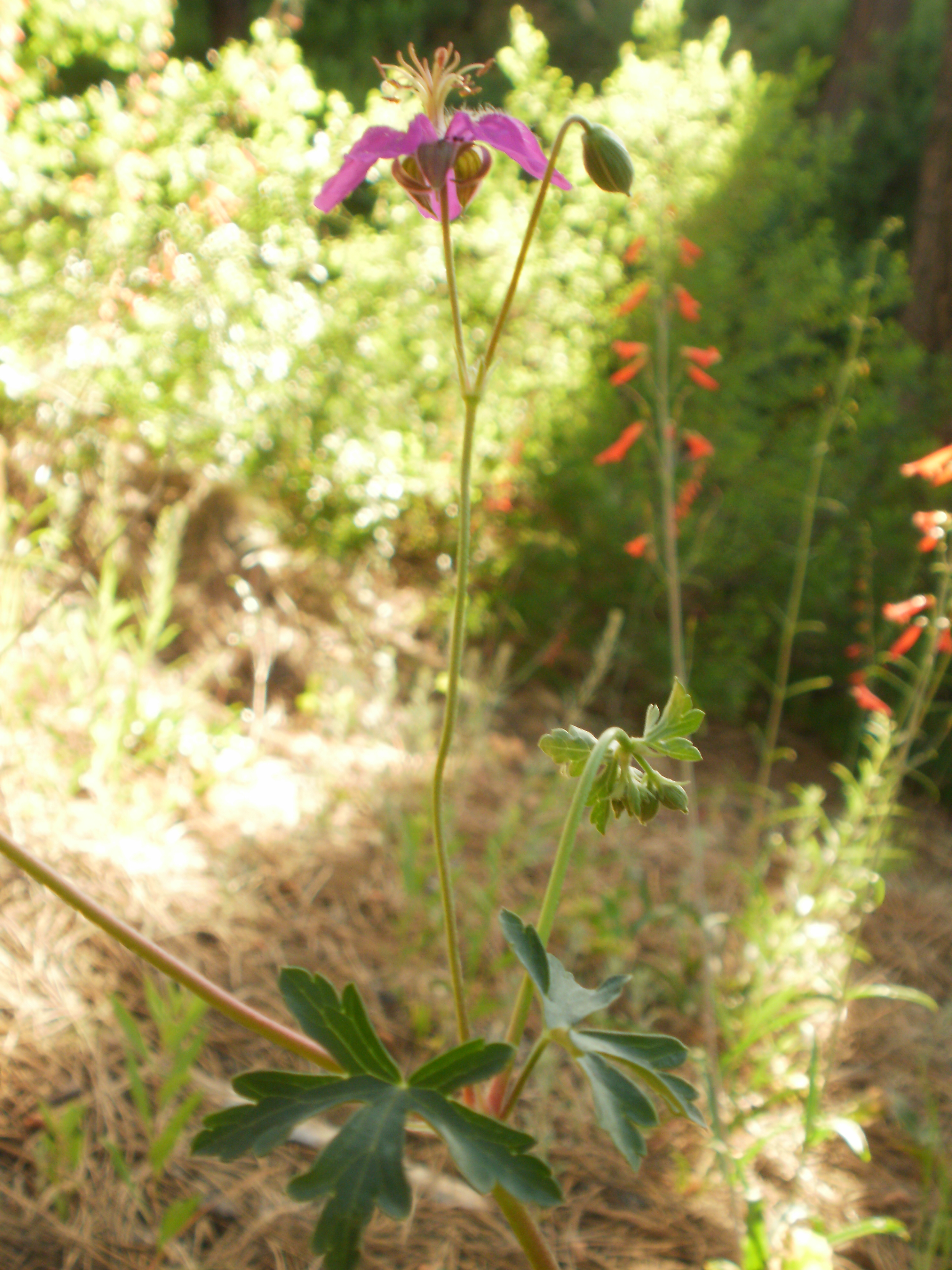
Vista de la planta en su hábitat

## Descripción
La flor tiene un color púrpura a roja con 5 estambres, y los sépalos acuminados, estrechándose con una perspectiva a largo. Las hojas son palmeado lobuladas. El fruto es un esquizocarpo compuesto por 5 mericarpos. Crece en suelos húmedos, como en el sotobosque de los bosques de coníferas.

## Usos
La planta se utiliza como un astringente y una decocción de la raíz para tratar la diarrea. Los Keres utilizan las raíces trituradas en una pasta para el tratamiento de úlceras, y toda la planta como alimento para los pavos.

## Taxonomía
Geranium caespitosum fue descrita por Edwin P. James y publicado en An Account of an Expedition from Pittsburgh to the Rocky Mountains 2: 3. 1823.
Etimología
Geranium: nombre genérico que deriva del griego: geranion, que significa "grulla", aludiendo a la apariencia del fruto, que recuerda al pico de esta ave.
caespitosum: epíteto latino que significa "como césped".
Sinonimia
- Geranium atropurpureum A.Heller
- Geranium cowenii Rydb.
- Geranium eremophilum Wooton & Standl.
- Geranium fremontii Torr. ex A.Gray
- Geranium furcatum Hanks
- Geranium gracile Engelm.
- Geranium marginale Rydb.
- Geranium parryi A.Heller
- Geranium pattersonii Rydb.
- Geranium thermale Rydb.
- Geranium toquimense N.H.Holmgren & A.H.Holmgren[7]